# Life of the Party (песня Канье Уэста и André 3000)
«Life of the Party» — песня американских рэперов Канье Уэста и André 3000. Предполагалось, что она войдет в десятый студийный альбом Уэста Donda (2021), однако была исключена из-за того, что André 3000 не согласился с тем, чтобы его куплет был отредактирован в соответствии с радиоредакцией. Позже песня была слита канадским рэпером Дрейком на радио Sound 42 на фоне вражды с Уэстом. Вскоре она была выпущена эксклюзивно на Stem Player в октябре 2021 года. Песня была выпущена полностью в ноябре 2021 года на делюкс-версии Donda, а эксплицитная версия — в качестве сингла.

## История
16 июля 2021 года рэпер Consequence опубликовал в Instagram видео, на котором Уэст находится в студии с Tyler, the Creator, на фоне которого звучит фрагмент песни «Life of the Party». 18 июля оригинальная версия песни была представлена на закрытом мероприятии по прослушиванию в Лас-Вегасе. Хотя песня не была предварительно показана на других мероприятиях по прослушиванию, она, предположительно, звучала на репетициях для мероприятия по прослушиванию в Soldier Field, а затем была урезана в последнюю минуту. Уэст исполнил песню для немецкого новостного издания Bild в Берлине 2 сентября, заявив, что планируется съемка видеоклипа и что он хочет выпустить его в ближайшее время.

## Утечка
В преддверии выхода Donda Уэст несколько раз подкалывал Дрейка, даже опубликовал его домашний адрес в своем Instagram. 4 сентября, через день после того, как канадский рэпер Дрейк выпустил свой альбом Certified Lover Boy, он слил песню «Life of the Party» на своем радиошоу Sound 42 на Sirius XM на фоне вражды с Уэстом. В этой версии был другой куплет от Уэста, с направленными в сторону Дрейка оскорблениями, а также гостевой куплет от André 3000. André 3000 сделал заявление по поводу утечки, сказав, что Уэст обратился к нему за несколько недель до утечки песни с предложением принять участие в Donda и что его вдохновила идея сделать музыкальный трибьют его маме. В итоге песня была исключена из альбома из-за позиции Уэста в отношении ненормативной лексики, а сам André 3000 не согласился с тем, чтобы его куплет был отредактирован, без доступа к оригиналу. Более того, в оригинальной версии песни, текст которой написал André 3000, не было куплета, направленного против Дрейка. André 3000 с сожалением отметил, что песня утекла именно с этим куплетом, заявив: «Прискорбно, что она была выпущена таким образом, и два артиста, которых я люблю, ссорятся друг с другом».

## Выпуск
Новая версия трека, содержащая оригинальный куплет Уэста и отцензурированный куплет André 3000, была выпущена на Stem Player 27 октября 2021 года. Трек был выпущен вместе с двумя другими ранее не издававшимися треками под названиями «Never Abandon Your Family» и «Up from the Ashes», а также оригинальной версией песни «Remote Control», содержащей куплет Kid Cudi. Песня была выпущена в составе делюкс-версии альбома Donda и как сингл эксплицитной версии 14 ноября 2021 года.

## Отзывы
Рецензируя слитую версию песни для Pitchfork, Райан Домбал заявил, что «Life of the Party» «более продуманная и более искренняя песня, чем практически все, что есть на новых альбомах Дрейка или Канье», похвалив куплет Андре́ 3000 и раскритиковав куплет Уэста, сказав: «Здесь есть наполовину сфокусированный куплет Канье, в котором он делает больше бессмысленных подколов в адрес своего соперника. Однако, прозвучав после André, он лишь напоминает нам о том, что Канье не стал продолжать дело Донды». Элайджа К. Уотсон, пишущий для Okayplayer, также похвалил куплет André 3000, сказав: «Забота и стремление в его куплете настолько очевидны, что можно сказать, что он хотел поступить правильно и с Уэстом, и с Дондой». Он также раскритиковал стих Уэста, сказав: «Уэст последовал за этим несфокусированным на его сопернике куплетом, который начинается с упоминания его матери, только для того, чтобы затем опуститься до оскорблений в адрес Дрейка и Трэвиса Скотта, это разочаровывает».

## Чарты
| Чарт (2021)                            | Высшая позиция |
| -------------------------------------- | -------------- |
| Ирландия (IRMA)                        | 96             |
| Новая Зеландия (RMNZ)                  | 16             |
| ЮАР (RISA)                             | 57             |
| США (Billboard Bubbling Under Hot 100) | 13             |
| США (Billboard Hot Christian Songs)    | 3              |
| США Gospel Songs (Billboard)           | 3              |
| США (Billboard Hot R&B/Hip-Hop Songs)  | 47             |